# Dharmapuri
Dharmapuri (en tamil, தர்மபுரி ) es una ciudad de la India situada en el distrito de Dharmapuri, en el estado de Tamil Nadu. Según el censo de 2011, tiene una población de 68 619 habitantes.
Es la capital del distrito.

## Geografía
Está ubicada a una altitud de 482 metros sobre el nivel del mar, a unos 300 km de Chennai, en la zona horaria UTC +5:30.